# شاه‌کولی‌ها

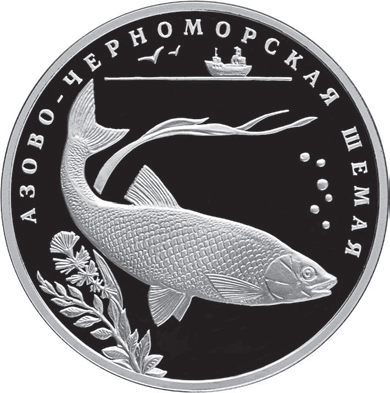
شاه‌کولی‌ها

شاه‌کولی‌ها(نام علمی: Chalcalburnus) نام یک سرده از تیره کپورماهیان است.